# Oncocnemis minor
Oncocnemis minor är en fjärilsart som beskrevs av Barnes 1928. Oncocnemis minor ingår i släktet Oncocnemis och familjen nattflyn. Inga underarter finns listade i Catalogue of Life.